# Městská autobusová doprava v Třebíči

Mapa MHD v Třebíči s novými názvy zastávek od 1. ledna 2019

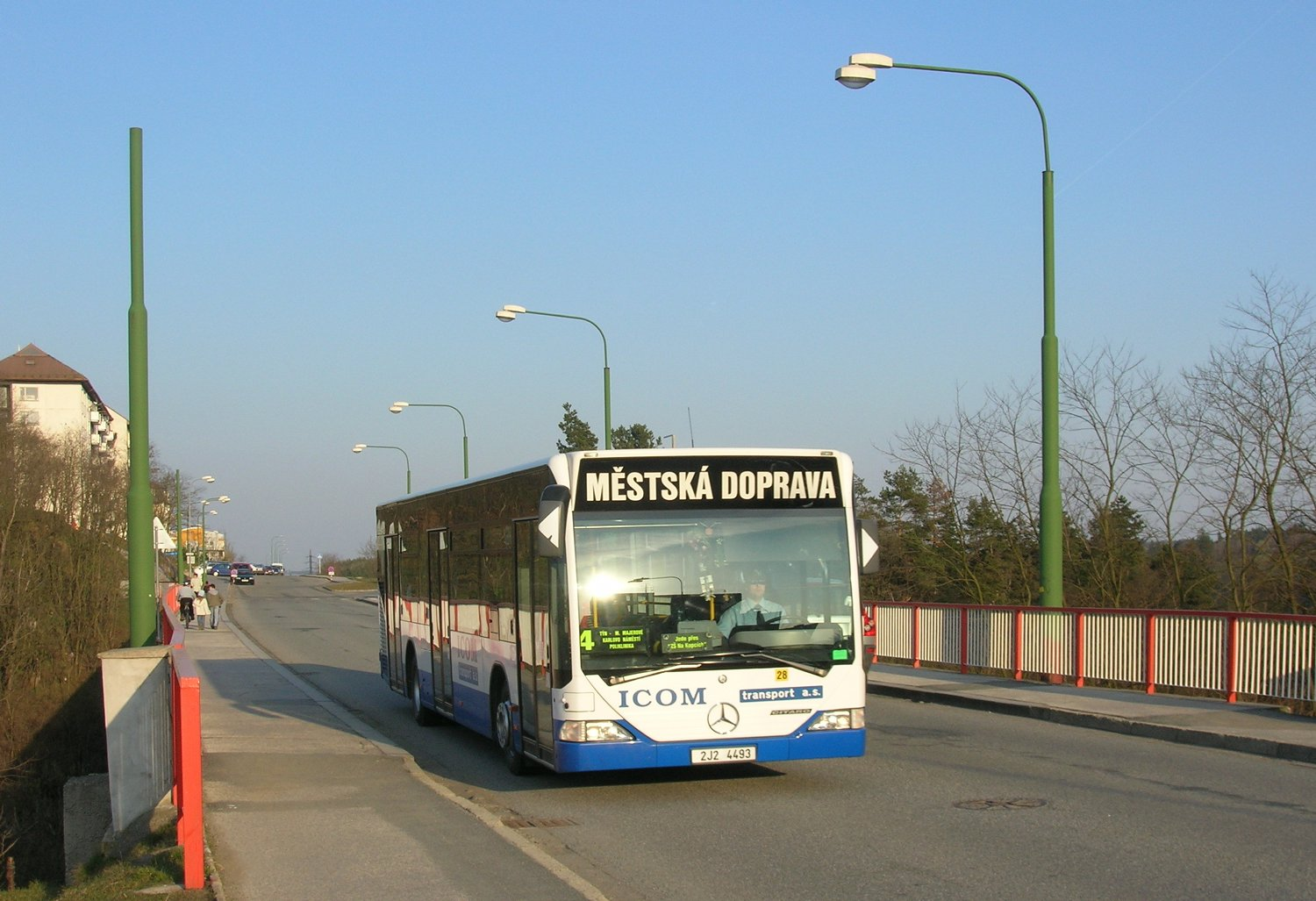
Třebíčský autobus Mercedes-Benz Citaro

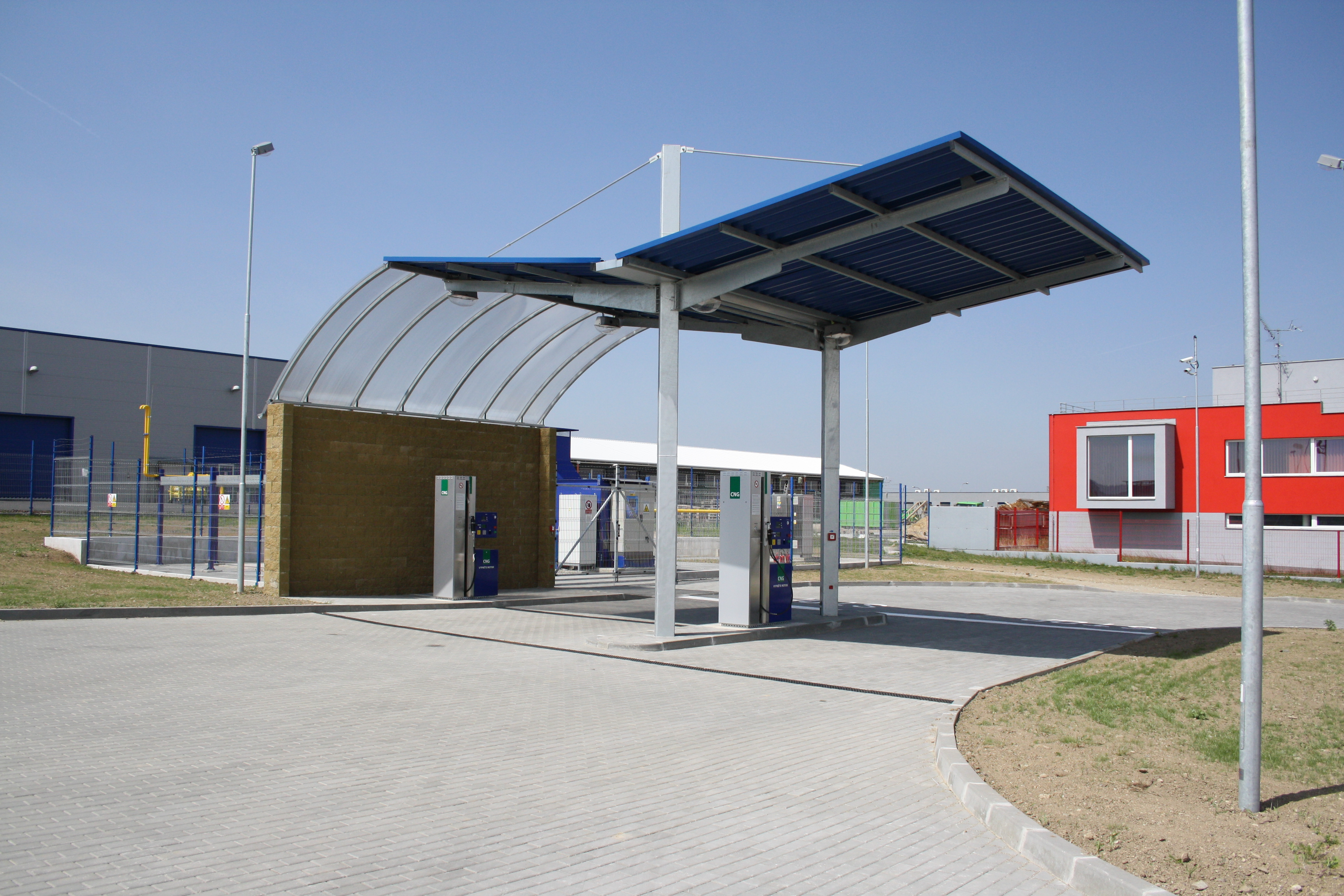
Čerpací stanice na stlačený plyn v Třebíči

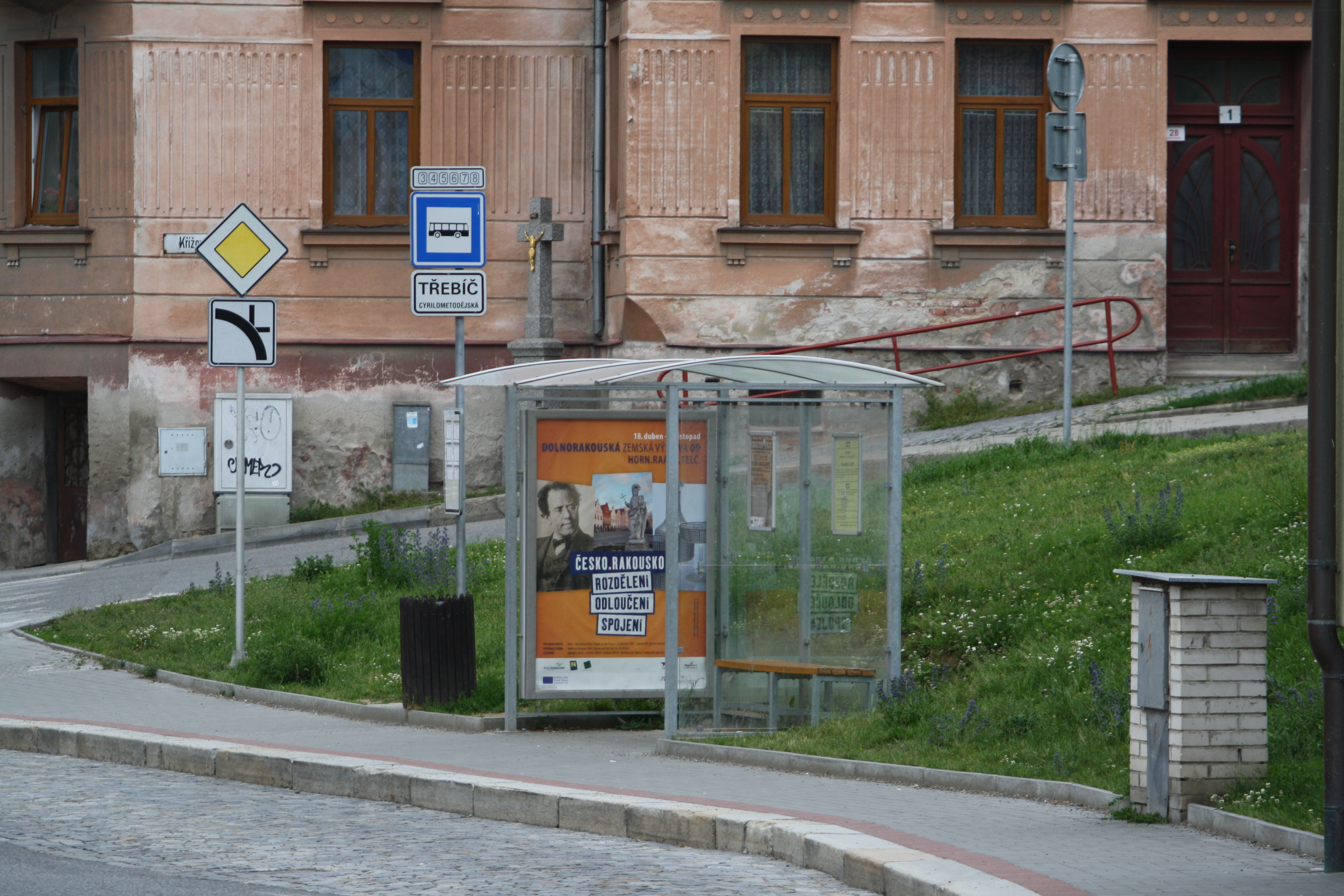
Zastávka Cyrilometodějská

Městská autobusová doprava v Třebíči tvoří systém městské hromadné dopravy. Třebíč byla v roce 2018 obsluhována celkem deseti autobusovými linkami, z nichž tři byly páteřní a sedm doplňkových. Provozovatelem byla místní společnost TRADO-MAD, která byla roku 2004 odkoupena společností ICOM transport se sídlem v Jihlavě. Na jaře roku 2008 byl stávající dopravce jediným účastníkem výběrového řízení pro obsluhu městské dopravy na další období a byl opět vybrán. K začátku roku 2025 se dopravcem stala společnost BORS Břeclav. Jízdné v třebíčské městské autobusové dopravě bylo do roku 2016 nepřestupní, od té doby je přestupní tak, že je potřeba přestup uskutečnit do půl hodiny. V roce 2017 přepravily autobusy městské dopravy 3 180 576 cestujících.
V roce 2019 byla připravena aplikace s názvem MAD Třebíč, ta byla objednána městem Třebíč. Aplikace v reálném čase sleduje pohyb a polohu autobusů MAD Třebíč. Aplikace je k říjnu roku 2019 k dispozici pro OS Android. Aplikace zobrazuje fotografii autobusu, jeho SPZ a případně zpoždění. Na zastávkách byly instalovány QR kódy, které vedou na aplikaci. Aplikace získala v roce 2020 v krajském kole soutěže Zlatý erb 1. místo v kategorii Elektronické služby.

## Provoz

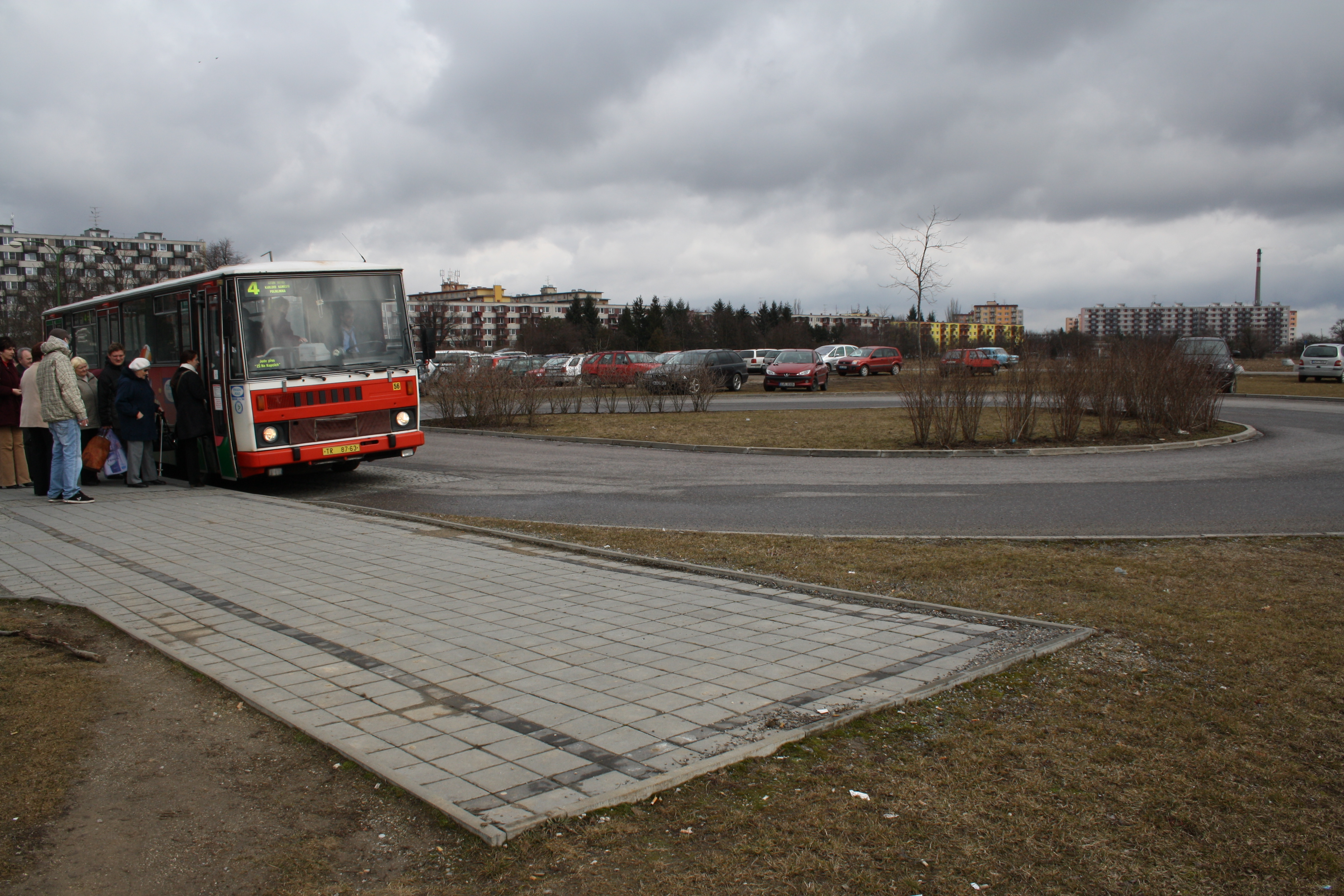
Autobus Karosa na točně na Vltavínské v Třebíči

### Historie

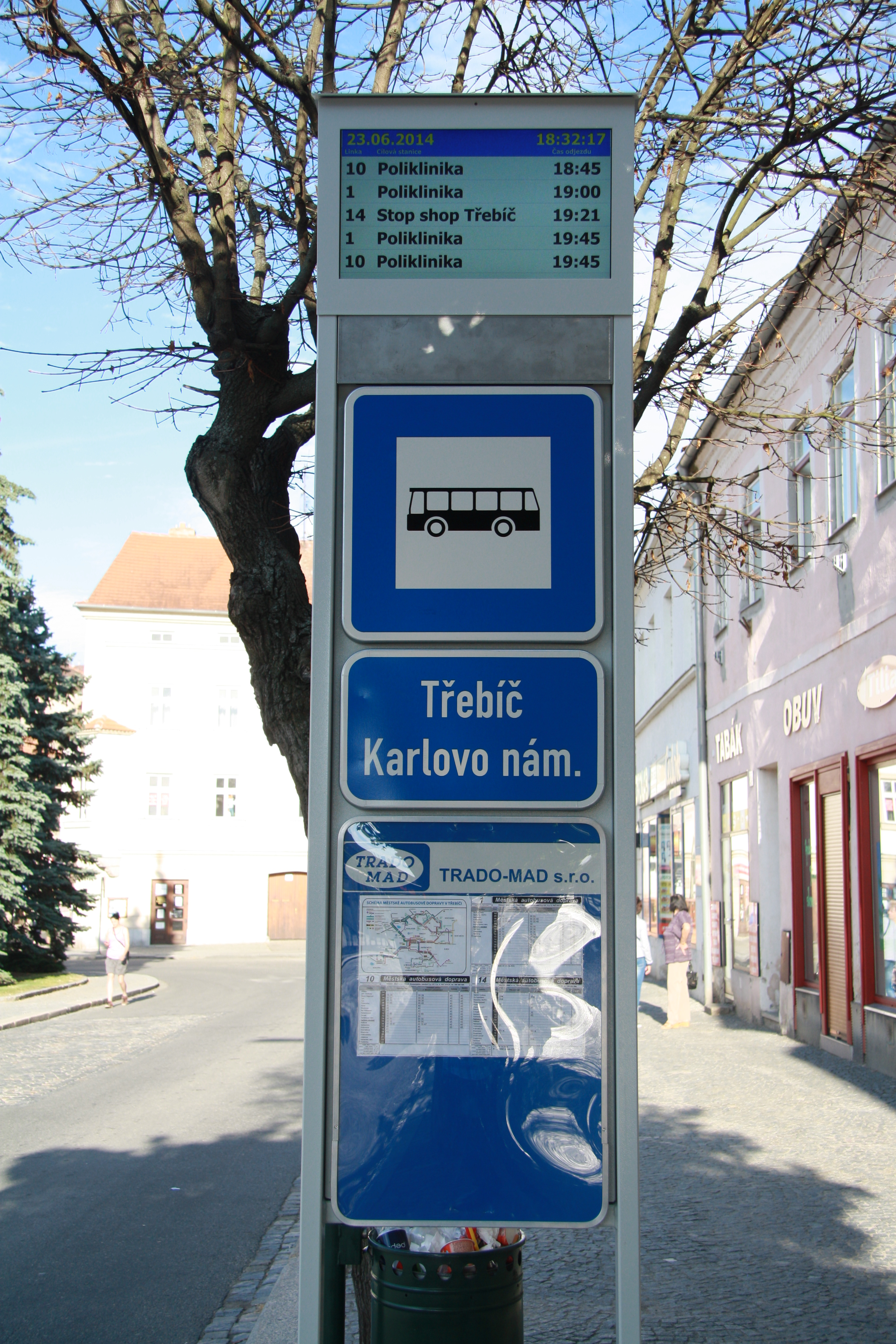
Zastávka s displejem na Karlově náměstí v Třebíči

V 19. století v Třebíči jezdily první omnibusy či vozky tažené koňmi. První návrhy zavedení autobusové dopravy v Třebíči proběhly v polovině 20. století, to se však nepodařilo, neboť nebyly dostupné autobusy.
První autobusy linkové místní dopravy se v Třebíči rozjely 1. prosince 1954; první dvě linky spojovaly Nové Dvory s Borovinou a Horku-Domky s Týnem. Skutečná městská hromadná doprava, tedy MHD s tarifními podmínkami odpovídajícími statusu městské dopravy, byla v Třebíči zřízena 1. června 1977. Počet linek byl tehdy rozšířen na 7 a i nadále MHD obsluhovala i Stařeč, Ptáčov, Kožichovice a také Mastník, později však bylo od obsluhy těchto přidružených nebo i samostatných obcí upuštěno, s výjimkou Ptáčova. V roce 1986 byl podle studie Dopravoprojektu Brno omezen počet linek na 6 a současně zvýšen počet autobusů pro třebíčskou MHD.
Původním dopravcem byla ČSAD, v roce 1993 byl zdejší závod ČSAD privatizován a přejmenován na TRADO, roku 1996 se provoz MHD vyčlenil do samostatného podniku TRADO-MAD s. r. o., v roce 2003 se staly obě společnosti TRADO samostatnými součástmi holdingu ICOM transport. 

### Současnost
V současné době je v provozu celkem 10 linek, které zajišťují dopravu po celém městě. Všechny linky (kromě tzv. školní linky) staví na centrálním Karlově náměstí. MHD je hojně využívaná, protože historické centrum je v údolí a novější paneláková a činžovní zástavba až o 70 metrů výše. Páteřními linkami jsou linky 1, 4 a 5. Tyto tři linky mají také největší počet spojů, a to jak v pracovní dny (interval 30 minut, v ranní a časně odpolední špičce s posilami), tak i o víkendu (interval 60 minut), kdy jezdí ve vzájemném prokladu a s přestupními návaznostmi na Karlově náměstí.
Hlavním uzlem je zastávka Karlovo náměstí (devět linek) a zastávka Komenského náměstí (linky 1, 4, 5, 13, 14, 21). Důležitými konečnými stanicemi jsou zastávky Za rybníkem (linky 1, 5, 14, 21), Poliklinika (1, 4, 10 ,14) a Týn (5) Hřbitov (5, 10) V době rekonstrukce Karlova náměstí v letech 2020 až 2022 byly zastávky na Karlově náměstí zrušeny a byla zřízena okružní linka č. 15, která objíždí blízké okolí náměstí.
V roce 2018 bylo ve městě instalováno 8 digitálních displejů s aktuálními časy odjezdů. V roce 2021 bylo oznámeno, že digitální displeje budou instalovány i na dalších 45 zastávkách.
V prosinci 2018 byl vyhlášen nový jízdní řád, stejně tak budou přejmenovány některé ze zastávek MHD. Dojde k přejmenování zastávek Hřbitov (nově U Hřbitova), Poliklinika (nově Poliklinika Vltavínská), Atom hotel (nově Hotel Atom), Týn – na ul. M. Majerové (nově Na Holečku), Týn – na ul. Táborská (nově Lavického), Marie Majerové – u ZŠ kpt. Jaroše (nově ZŠ Kpt. Jaroše), Průmysl masný (nově TIPAFROST), Autodružstvo (nově Palečkův mlýn), gen. Svobody (nově Gen. Svobody), Znojemská – na ul. Demlova (nově Demlova, školka) a Borovina, BOPO (nově Koželužská).
V roce 2022 byla vyhlášena anketa o název nové zastávky na jihu města, třebíčští občané vybrali v anketě název "V koloně", ale ten nakonec nebyl vybrán, zastávka byla pojmenována Střítežská.

#### Veřejná zakázka na nového provozovatele (2016)
Ke konci roku 2016 měla skončit smlouva se současný provozovatelem a město hledalo soutěží provozovatele jiného. V dubnu 2016 vznikla pracovní skupina, která se zabývala připomínkováním záměru výběrového řízení na nového autobusového dopravce, v plánu bylo osadit autobusy USB zásuvkami, Wi-Fi sítí či terminály pro platbu bezkontaktními platebními kartami. Soutěž měla být v hodnotě 280 milionů korun, smlouva měla být uzavřena na celkem osm let, tj. do konce roku 2024. Základní jízdné mělo podražit na 12 korun, současně s tím by měli mít jízdné zdarma lidé nad 70 let. Měsíční kupon měl stát proti původním 190 Kč 250 Kč, nově měla být k dispozici půlroční a roční předplatní jízdenka.
Veřejná zakázka byla vyhlášena v polovině května 2016, kdy doplňující otázky vznesly tři společnost, byly jimi ZDS Psota, TREDOS a TRADO MAD, do soutěže se pak zapojila pouze společnost TRADO MAD. Ta pak zvítězila a od 1. ledna 2017 se stala provozovatelem za nových podmínek. Od nového roku vyjelo celkem 10 nových autobusů, vznikl prodejní automat na čipové karty, zmodernizoval se informační systém a připravila se technika na modernizaci. Nabídková cena pro 910 tisíc km ročně byla 58 549 400 Kč ročně. Náklady města na městskou dopravu pak dosáhly po přepočtu na přibližně 41,5 milion korun. Částka je přibližně o 3 miliony Kč vyšší, než za stávajících podmínek.

#### Spory o platnosti zakázky
V návaznosti na veřejnou zakázku přišel 3. října 2016 všem zastupitelům města Třebíče dopis od Spolku transparentní dopravy, který kritizoval výslednou cenu a také podmínky zakázky. Z důvodu možného porušení zákona chystal spolek podání k Vrchnímu státnímu zastupitelství, jež by mělo prošetřit regulérnost veřejné zakázky. Spolek také podal podnět k Úřadu pro ochranu hospodářské soutěže. Dne 5. října také bylo podáno ve věci veřejné zakázky trestní oznámení na třebíčském oddělení Policie ČR. Mluvčí radnice prohlásila, že se domnívá, že Spolek transparentní dopravy je propojen s hnutím Změna pro Vysočinu, za které kandidoval v krajských volbách v roce 2016 nejhlasitější kritik radnice Jaromír Barák.
Veřejnou zakázkou se listopadu zabývalo i zastupitelstvo města. Úřad pro ochranu hospodářské soutěže podnět přijal, 3. listopadu 2016 zahájil správní řízení a vydal předběžné opatření, zakazující podepsání smlouvy s vítězným uchazečem. Smlouva však byla podepsána ještě před vydáním předběžného opatření a tak od 1. ledna 2017 autobusovou dopravu v Třebíči provozuje vítězný subjekt. Úřad tak již nemohl zrušit výběrové řízení, to zůstalo platné, mohl však uložit za provinění pokutu.
Na listopadovém jednání zastupitelstva města se však vedly další spory o této zakázce, přítomni byli i zástupci právních kanceláří, které zastupují město Třebíč (Tomáš Kruták z Kruták & Partners) a Spolek transparentní dopravy (Oldřich Kozumplík z Kroupa-Helán). Kruták uvedl, že během výběrového řízení nikdo toto nenapadl. Advokát Kozumplík naopak zpochybnil zákonnost předpokládané hodnoty zakázky, neboť ta byla navýšena z 280 milionů Kč na 465 milionů Kč. Dne 4. ledna 2017 bylo vydáno prvostupňové rozhodnutí Úřadu pro ochranu hospodářské soutěže, za správní delikt dostal zadavatel (tj. město Třebíč) pokutu ve výši 1,5 milionu Kč. Kritickou částí zadání mělo být požadované povinné kryté stání. Město prohlásilo, že se chce bránit proti rozhodnutí ÚOHS právními prostředky. Dále bylo podáno trestní oznámení v Praze.
Město Třebíč však prohlásilo, že proti rozhodnutí ÚOHS podá rozklad a v případě, že dojde k naplnění rozhodnutí a bude město muset pokutu zaplatit, tak ji bude požadovat po společnosti, jež připravovala projekt. Ředitel ÚOHS zamítl rozklad, který podalo město Třebíč a potvrdil tak pokutu ve výši 1,5 milionu korun. Město s rozhodnutím nesouhlasilo a připravilo žalobu ke správnímu soudu. I přes problémy však došlo k navýšení cestujících v městské dopravě, v lednu 2017 si předplatní kupón zakoupilo o 2405 cestujících více, než v lednu předchozího roku. V květnu 2017 však město Třebíč zaplatilo pokutu ve výši 1,5 milionu Kč, důvodem bylo to, že pokuta měla konkrétní splatnost. Pokutu město vymáhalo po administrátorovi zakázky, který proti tomuto byl pojištěn a předběžně přislíbil, že částku zaplatí. Město podalo správní žalobu proti rozsudku ÚOHS. Žaloba proti rozsudku ÚOHS byla v březnu roku 2019 zamítnuta a předseda ÚOHS Petr Rafaj tak potvrdil rozhodnutí prvoinstančního soudu. Starosta města Pavel Pacal prohlásil, že město bude nadále rozhodovat o postupu po obdržení písemného vyhotovení rozsudku. Dalším postupem může být podání kasační stížnosti k Nejvyššímu správnímu soudu ČR. Soud prohlásil, že rozhodnutí o tom, jak se budou autobusy chránit před sněhem a ledem je na dodavateli a nemůže být součástí zadání. Kasační stížnost byla zamítnuta v květnu roku 2021, kdy se Nejvyšší správní soud ztotožnil s nárokem Krajského soudu. V roce 2022 bylo oznámeno, že město připraví nové výběrové řízení pro provozovatele městské hromadné dopravy. Byla vybrána společnost, která připraví projekt a bude administrovat výběrové řízení, nový dopravce by měl být vybrán do konce roku 2023. Nově by měla část autobusů být na alternativní pohon.

#### Nový dopravce BORS
Nový dopravce byl vybrán v listopadu roku 2023, od roku 2025 je jím společnost BORS Břeclav. Od 1. ledna roku 2024 městská doprava je zajišťována i krajskými autobusy a městská dopravní síť byla začleněna pod VDV. Smlouvu získal BORS na 10 let, změní se i provozované modely autobusů. V souvislosti se změnou dopravce budou mírně přetrasovány některé linky, např. linka 1 či 14. BORS bude provozovat i příměstskou dopravu do blízkých obcí Nová Ves, Přibyslavice, Kožichovice a Střítež. Pro nový provoz BORS pořídil 25 nových vozidel, z toho 10 elektrobusů. Nově bude umožněn nástup všemi dveřmi.
Nová vozidla začala jezdit k 1. lednu roku 2025, nově městem jezdí jinak zbarvené vozy značky SOR, dříve ICOM používal vozy značky Mercedes. Nově je také umožněn nástup všemi dveřmi, předplatní kupony se nahrávají na platební kartu. Budou také jinak designovány označníky zastávek.

## Vozový park

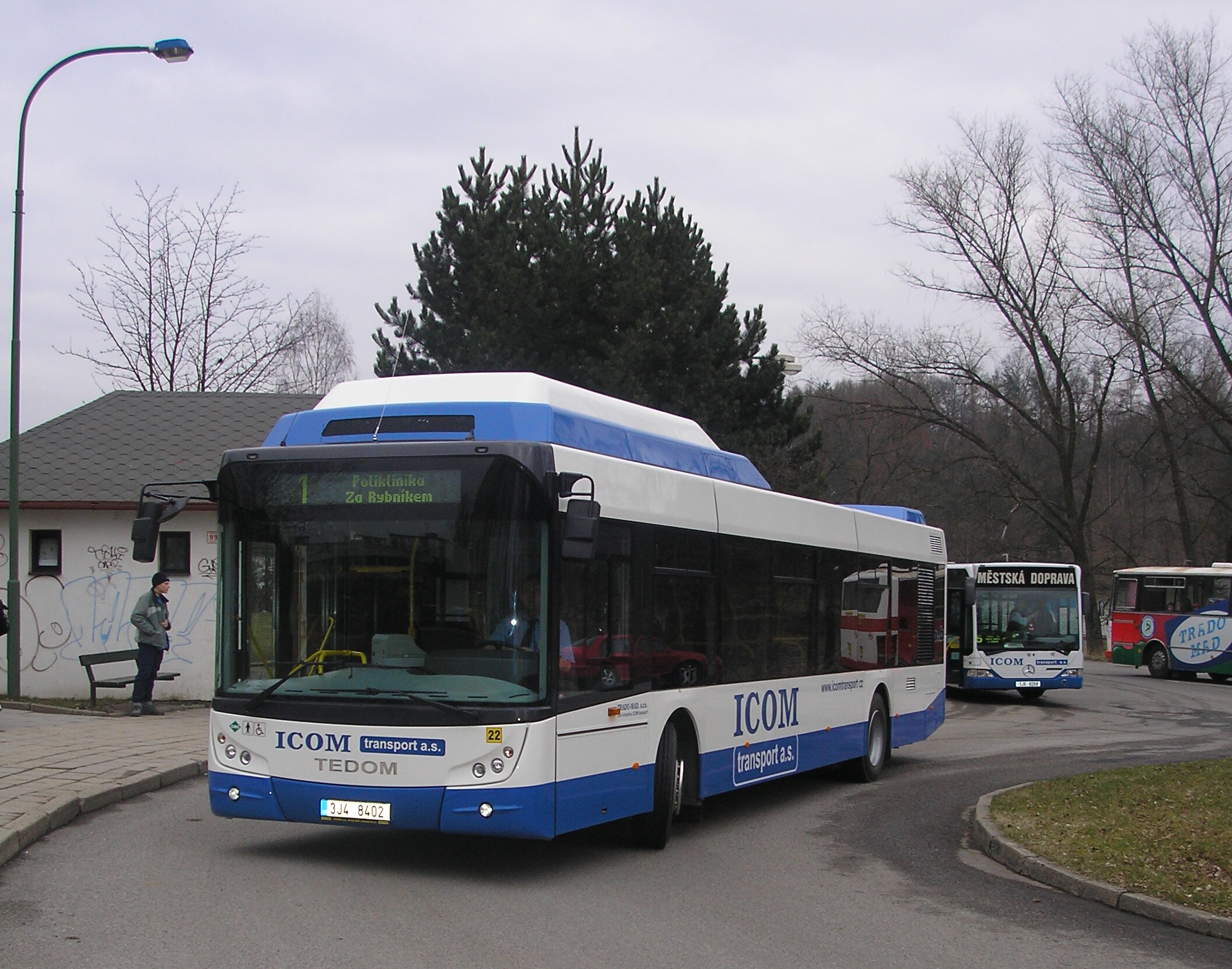
Třebíčský autobus TEDOM C 12 G jezdící na CNG

Vozový park v prošel rozsáhlou modernizací. Staré autobusy značky Karosa, nesplňující nové ekologické normy[zdroj?], byly vyměněny za autobusy nové. V letech 2003–2008 byly pořízeny výhradně autobusy značky Mercedes-Benz a to řady Citaro a Conecto. Provozovatel MAD Trado – MAD s. r. o. se při podpisu nové smlouvy o zajištění dopravní obslužnosti zavázal, že od roku 2009 začne kupovat pouze autobusy na plynový pohon, přesto v následujícím období došlo kromě dodání několika plynových autobusů i k dodání nových Mercedesů Conecto s dieselovým pohonem. Několik autobusů bylo od roku 2008 do Třebíče přesunuto v rámci koncernu ICOM z jiných měst (Ústí nad Orlicí, Jindřichův Hradec, Pelhřimov). V roce 2017 vyjely nové autobusy s volným připojením na wi-fi síť, nabíjecími konektory na mobilní telefony a bezdotykovými platebními terminály pro platbu jízdného u řidiče. Stejně tak bylo zprovozněno zvukové hlášení zastávek. V únoru roku 2021 byl ve městě testován elektrický autobus Mercedes-Benz eCitaro. V dalším období by součástí flotily mělo být 10 elektrobusů.

### Vozy dopravce BORS
- SOR NS 12[51]
- Scania Citywide[51]

### Vyřazené vozy
- Karosa ŠM 11 – vůbec první vozy používané městskou autobusovou dopravou v Třebíči[52]
- Ikarus 280 – 2 kusy – vozy v provozu do začlenění společnosti TRADO–MAD do koncernu ICOM, poté nahrazeny
- Karosa B 732 – ev. č. 22,[53] 25,[53] 27,[54] 31,[55] 32,[53] 33 (označen na zádi jako C734), 39,[55] 49,[56] 50, 55[53] – poslední dvě vozidla tohoto typu (ev. č. 27 a 56) vyřazena v lednu 2011[zdroj?]
- Karosa B 931 – 1 kus, ev. č. 40[57] – vyřazen v průběhu dubna 2011
- Karosa B 932 – ev. č. 21,[53] 38,[57] 49 (původem z Jindřichova Hradce)[57], 45, 48[53]
- Karosa B 932 E – ev. č. 30,[53][57] 41,[55] 46[57]
- Karosa B 952 – ev. č. 26,[53][57] 29,[53] 47[57]
- Mercedes-Benz O405 NM – 1 kus, ev. č 33 (původem z Pelhřimova)[58]
- TEDOM C 12G
- MAN Lion's City - 6 kusů
- Mercedes-Benz Citaro – autobus splňující normu Euro 5 – 1 ks, ev. č. 39[58]
- Mercedes-Benz Conecto – 25 ks, vyřazeny k 31. prosinci 2024[57]
- Mercedes-Benz Sprinter – 2 ks, vyřazeny k 31. prosinci 2024[59]

## Tarif a odbavování

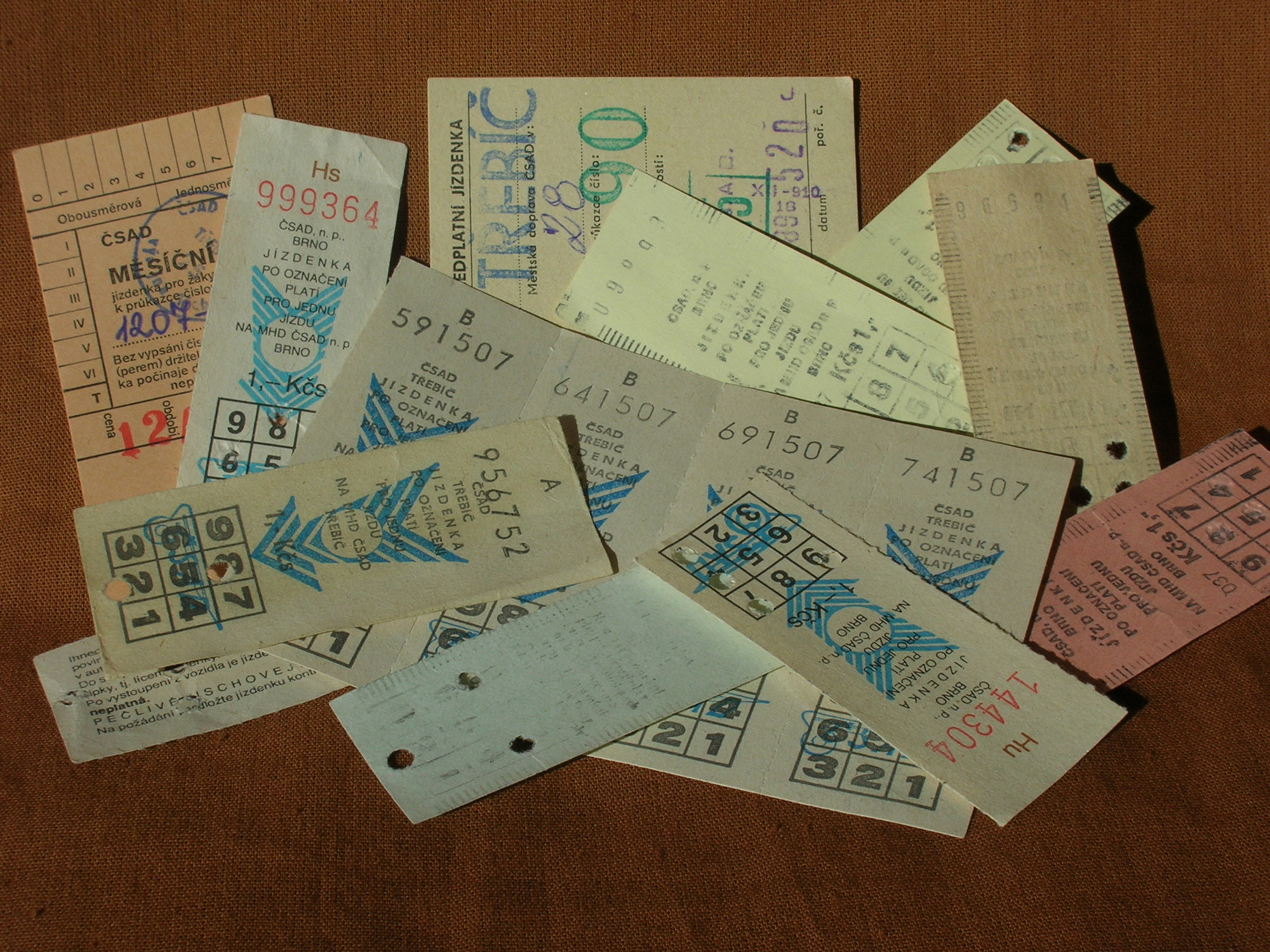
Staré papírové jízdenky vydávané ČSAD Třebíč

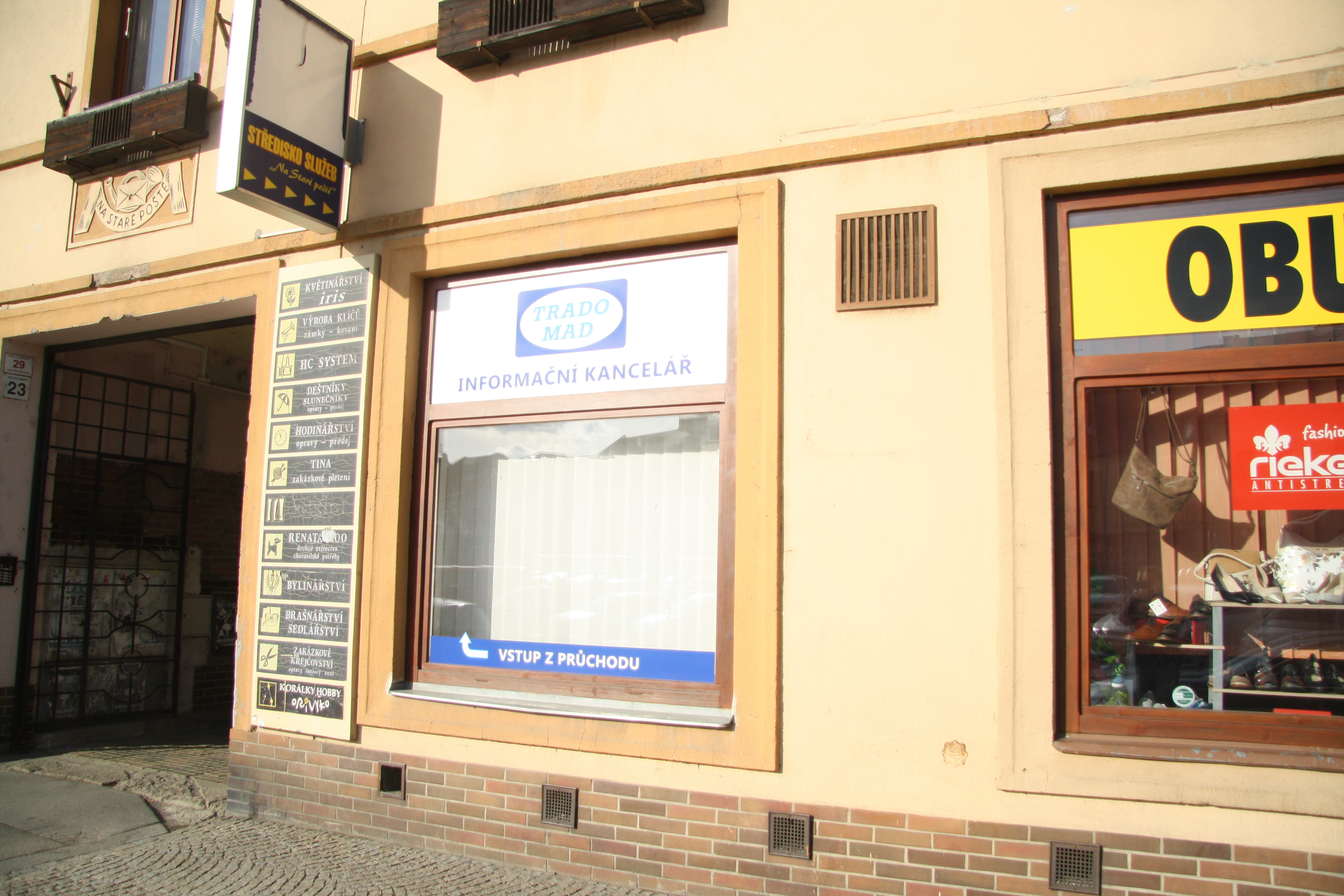
Informační centrum městské hromadné dopravy v Třebíči

Ceny občanských jízdenek tarifu MHD v Třebíči v posledních 30 letech měly vzrůstající tendenci a nominálně se desetinásobně zdražily, jak je vidět v následující tabulce.
Nejprve bylo jízdné placeno v hotovosti. Samoodbavovací systém využívající znehodnocovací strojky na jízdenky, původem maďarské, byl zaveden od 1. ledna 1980. Používání jednorázových jízdenek pořizovaných v automatech nebo u smluvních prodejců bylo opuštěno v lednu 1993, kdy se zavedl nástup pouze předními dveřmi, jízdné se vhazovalo za dohledu řidiče do kasičky, jízdenka se nevydávala.
Během prvního pololetí roku 1997 byl ve všech autobusech MHD zaveden provoz tzv. elektronické pokladny, do které cestující při nástupu vhodil mince (ovšem muselo jít o přesnou částku, pokladny peníze nevracely; tento typ pokladny se dodnes používá např. v Mariánských Lázních) nebo vložil čipovou kartu a tato pokladna mu vydala jízdenku. V případě čipových karet šlo zpočátku o čipové karty sítě CityCard, které byly použitelné i v automatu na pitnou heraltickou vodu a také ve všech dalších automatech této sítě.[zdroj?] Ve druhé polovině roku 2000 došlo ke změně, kdy začaly být vydávány karty platné jen pro MAD Třebíč a automat na heraltickou vodu. Vydavatelem těchto karet byla zpočátku společnost "CityCard, a. s., Praha", později karty vydávala společnost "AC Karty, s. r. o., Praha". Po celou dobu existence těchto karet byla sleva při použití karty 10 % oproti klasické platbě mincemi.[zdroj?] Předplatní průkazky i nadále kontroloval řidič. 
Koncem roku 2004 byly v autobusech namísto elektronických pokladen instalovány nové přístroje, díky nimž lze využívat bezkontaktní karty (jiný typ než předchozí čipové) platné v celé síti koncernu ICOM. Do čipových karet lze nabíjet tarifní elektronickou peněženku nebo paušální předplatní jízdenku, při placení mincemi se platí přímo řidiči.[zdroj?] V souvislosti s touto změnou systému odbavení bylo k 1. lednu 2005 zvýšeno plné jízdné při placení mincemi ze 7 na 10 Kč a zlevněné jízdné z 3 na 5 Kč. Při platbě tarifní kartou se však platilo původní nižší jízdné ve výši 7 Kč, respektive 3 Kč, při platbě v hotovosti pak vyšší desetikorunové, respektive pětikorunové, jízdné. Od tohoto data bylo rovněž možné platit i vyšší částkou, než je cena jízdného, na rozdíl od automatu, který nevracel přeplatek, řidič autobusu tuto možnost má. U řidiče je též možné dobít elektronickou peněženku částkami od 100 do 1000 Kč v řádu celých stovek. Od 1. ledna 2017 došlo ke změnách v jízdném, kdy základní jízdné bylo zvýšeno na 12 Kč, elektronické jízdné vyšlo na 9 Kč. Pro seniory nad 70 let je jízdné zdarma.
V městské autobusové dopravě platí také tzv. režijní karty, která je vydávána pracovníkům provozovatele dopravy nebo návštěvám města a opravňuje je na využití služeb dopravy zdarma. Bezplatně mohou cestovat osoby v případě splnění podmínek, těmi jsou např. strážník městské policie v uniformě, dětské kočárky s dítětem či invalidní vozík s jeho uživatelem. Mezi lety 2016 a 2017 došlo k navýšení počtu prodaných časových jízdenek, v případě měsíčních jízdenek bylo zakoupeno 557 v roce 2017 a 441 v roce 2016. Od 1. ledna 2019 je provozována bezplatná autobusová doprava pro osoby doprovázející kočárky. Bezplatný tarif pro kočárky byl připraven primárně pro to, aby mohly osoby s kočárky nastupovat prostředními dveřmi, problémem se ukázalo, že pro nástup s kočárkem je potřeba souhlas řidiče, je třeba i nadále nastupovat předními dveřmi. Dopravce striktně toto pravidlo vyžaduje. Během pandemie onemocnění covid-19 v roce 2020 byla doprava autobusy bezplatná.
V roce 2019 došlo k navýšení tržeb za prodané jízdné.
V roce 2022 byla MHD v Třebíči zavedena do systému Veřejná doprava Vysočiny. Dne 1. dubna 2023 byla snížená cena půlroční a roční předplatní jízdenky.

### Obyčejné jízdné
| Rok          | Měsíční | Čtvrtletní | Pololetní | Roční |
| ------------ | ------- | ---------- | --------- | ----- |
| 1977 (v Kčs) | 18      | –          | –         | –     |
| 1983 (v Kčs) | 30      | 80         | –         | 190   |
| 2000 (v Kč)  | 190     | 500        | –         | –     |
| 2007 (v Kč)  | 190     | 500        | –         | –     |
| 2016 (v Kč)  | 190     | 500        | –         | –     |
| 2017 (v Kč)  | 250     | 650        | 1140      | 2200  |
| 2023 (v Kč)  | 250     | 650        | 1000      | 1200  |

| Rok          | Obyčejné placeno v hotovosti u řidiče | Obyčejné placeno čipovou kartou |
| ------------ | ------------------------------------- | ------------------------------- |
| 1977 (v Kčs) | 1                                     | –                               |
| 1983 (v Kčs) | 1                                     | –                               |
| 1993 (v Kč)  | 3                                     | –                               |
| 1996 (v Kč)  | 5                                     | –                               |
| 2000 (v Kč)  | 7                                     | –                               |
| 2005 (v Kč)  | 10                                    | 7                               |
| 2017 (v Kč)  | 12                                    | 9                               |
| 2023 (v Kč)  | 15                                    | 12                              |

### Zlevněné jízdné (děti a důchodci)
Předplatné jízdenky u zlevněných tarifů stály v roce 2017 v měsíční verzi 80 Kč u dětí i důchodců a 210 Kč ve čtvrtletní verzi pro důchodce.
| Rok         | Zlevněné placeno v hotovosti u řidiče | Zlevněné placeno čipovou kartou |
| ----------- | ------------------------------------- | ------------------------------- |
| 1993 (v Kč) | 1                                     | –                               |
| 1996 (v Kč) | 2                                     | –                               |
| 2000 (v Kč) | 3                                     | –                               |
| 2005 (v Kč) | 5                                     | 3                               |
| 2017 (v Kč) | 7                                     | 5                               |